# Basketbol'nyj klub Krasnyj Oktjabr' Volgograd 2015-2016
Questa voce raccoglie le informazioni riguardanti il Basketbol'nyj klub Krasnyj Oktjabr' Volgograd nelle competizioni ufficiali della stagione 2015-2016.

## Stagione
La stagione 2015-2016 del Basketbol'nyj klub Krasnyj Oktjabr' Volgograd è la 3ª nel massimo campionato russo di pallacanestro, la VTB United League.

## Organigramma societario
- Allenatore: Kyryll Bol'šakov

## Roster
Aggiornato al 14 luglio 2019.
| Krasnyj Oktjabr' Volgograd 2015-16 | Krasnyj Oktjabr' Volgograd 2015-16 |
| Giocatori                          | Staff tecnico                      |
| ---------------------------------- | ---------------------------------- |

| N. | Naz.                                        | Ruolo | Nome                | Anno | Alt.   | Peso   |  |
| -- | ------------------------------------------- | ----- | ------------------- | ---- | ------ | ------ |  |
| 1  | Russia (bandiera)                           | G     | Maksim Tkachenko    | 1992 | 185 cm | 85 kg  |  |
| 2  | Stati Uniti (bandiera)                      | AP    | Tony Mitchell       | 1989 | 198 cm | 98 kg  |  |
| 3  | Russia (bandiera)                           | G     | Andrej Matejunas    | 1988 | 180 cm | 79 kg  |  |
| 4  | Russia (bandiera)                           | AP    | Dmitrij Gerasimenko | 1978 | 199 cm | 100 kg |  |
| 5  | Stati Uniti (bandiera)                      | P     | D.J. Cooper         | 1990 | 183 cm | 80 kg  |  |
| 7  | Russia (bandiera)                           | A     | Igor' Zamanskij     | 1977 | 202 cm | 94 kg  |  |
| 8  | Russia (bandiera)                           | G     | Vjačeslav Zajcev    | 1989 | 190 cm | 86 kg  |  |
| 9  | Russia (bandiera)                           | C     | Dmitrij Sokolov     | 1985 | 214 cm | 115 kg |  |
| 10 | Russia (bandiera)                           | G     | Aleksandr Urianskij | 1995 | 193 cm |        |  |
| 11 | Stati Uniti (bandiera)                      | A     | Jordan Hamilton     | 1990 | 201 cm | 100 kg |  |
| 12 | Russia (bandiera)                           | AP    | Vasilij Zavoruev    | 1987 | 196 cm | 81 kg  |  |
| 13 | Russia (bandiera)                           | AG    | Dmitrij Koršakov    | 1991 | 201 cm | 99 kg  |  |
| 14 | Russia (bandiera)                           | AP    | Aleksej Zozulin     | 1983 | 198 cm | 98 kg  |  |
| 15 | Russia (bandiera)                           | AP    | Denis Magan         | 1993 | 196 cm | 83 kg  |  |
| 23 | Russia (bandiera)                           | C     | Pavel Bugaenko      | 1994 | 205 cm | 102 kg |  |
| 24 | Russia (bandiera)                           | AP    | Evgenij Vojtjuk     | 1991 | 201 cm | 80 kg  |  |
| 25 | Stati Uniti (bandiera)                      | AG    | JaJuan Johnson      | 1989 | 208 cm | 98 kg  |  |
| 25 | Stati Uniti (bandiera) · Nigeria (bandiera) | AC    | Ekene Ibekwe        | 1985 | 206 cm | 100 kg |  |
| 33 | Ucraina (bandiera)                          | AP    | Maks Konate         | 1991 | 200 cm | 91 kg  |  |
| 34 | Stati Uniti (bandiera)                      | C     | R.T. Guinn          | 1981 | 208 cm | 120 kg |  |
| 41 | Stati Uniti (bandiera)                      | AG    | Davon Jefferson     | 1986 | 204 cm | 99 kg  |  |

| Allenatore                                                            |
| - Kyryll Bol'šakov                                                    |
| Assistente/i                                                          |
| - Ehor Bol'šakov Legenda - (C) Capitano - (IN) Inattivo - Infortunato |

## Mercato

### Sessione estiva
| Acquisti | Acquisti         | Acquisti           | Acquisti   | Acquisti |
| R.a      | Nome             | da                 | Modalità   |          |
| -------- | ---------------- | ------------------ | ---------- | -------- |
| AP       | Tony Mitchell    | Aquila Trento      | definitivo |          |
| C        | Dmitrij Sokolov  | UNICS Kazan'       | definitivo |          |
| AG       | JaJuan Johnson   | Beşiktaş           | definitivo |          |
| P        | D.J. Cooper      | Panathīnaïkos      | definitivo |          |
| A        | Jordan Hamilton  | L.A. Clippers      | definitivo |          |
| C        | R.T. Guinn       | Torku Konyaspor    | definitivo |          |
| AP       | Quinton Hosley   | Zielona Góra       | definitivo |          |
| G        | Vjačeslav Zajcev | Enisey Krasnojarsk | definitivo |          |
| G        | Maksim Tkachenko |                    | definitivo |          |
| G        | Andrej Matejunas | Kr. Kryl. Samara   | definitivo |          |
| AP       | Maks Konate      | Zaporižžja         | definitivo |          |
| AP       | Evgenij Vojtjuk  | Chimki 2           | definitivo |          |

| Cessioni | Cessioni         | Cessioni             | Cessioni       | Cessioni |
| R.       | Nome             | a                    | Modalità       |          |
| -------- | ---------------- | -------------------- | -------------- | -------- |
| C        | Lamont Hamilton  | Beşiktaş             | fine contratto |          |
| G        | Donnie McGrath   | Obradoiro            | fine contratto |          |
| AP       | Artëm Komissarov | Zenit S. Pietroburgo | fine contratto |          |
| AG       | Cuthbert Victor  | Ulsan Phoebus        | fine contratto |          |
| PG       | Randy Culpepper  | Limoges CSP          | fine contratto |          |
| C        | Fëdor Licholitov |                      | ritirato       |          |
| P        | Willie Deane     | Free agent           | fine contratto |          |
| AP       | Quinton Hosley   | Yesilgiresun         | rescissione    |          |

### Dopo l'inizio della stagione
| Acquisti | Acquisti        | Acquisti         | Acquisti         | Acquisti   |
| R.       | Nome            | da               | Data             | Modalità   |
| -------- | --------------- | ---------------- | ---------------- | ---------- |
| AP       | Aleksej Zozulin | Lokomotiv Kuban' | 25 dicembre 2015 | definitivo |
| AG       | Davon Jefferson | Al-Shabab        | 30 dicembre 2015 | definitivo |
| AC       | Ekene Ibekwe    | Free agent       | 2 gennaio 2016   | definitivo |

| Cessioni | Cessioni        | Cessioni         | Cessioni         | Cessioni    |
| R.       | Nome            | a                | Data             | Modalità    |
| -------- | --------------- | ---------------- | ---------------- | ----------- |
| AP       | Tony Mitchell   | Free agent       | 5 novembre 2015  | rescissione |
| A        | Jordan Hamilton | Free agent       | 23 novembre 2015 | rescissione |
| AG       | JaJuan Johnson  | Pall. Cantù      | 27 novembre 2015 | rescissione |
| P        | D.J. Cooper     | AEK Atene        | 27 novembre 2015 | rescissione |
| C        | Dmitrij Sokolov | Chimki           | 18 dicembre 2015 | rescissione |
| C        | R.T. Guinn      | Bandırma Kırmızı | 27 gennaio 2016  | rescissione |